# Grijze schorsboktor
De grijze schorsboktor (Mesosa nebulosa) is een keversoort uit de familie van de boktorren (Cerambycidae). De wetenschappelijke naam van de soort werd voor het eerst geldig gepubliceerd in 1781 door Fabricius.